# Karonga, Malawi
Karonga är en distriktshuvudort i Malawi. Den ligger i distriktet Karonga och regionen Northern Region, i den norra delen av landet, vid Malawisjön. Karonga ligger 486 meter över havet och antalet invånare är 34 207.
Terrängen runt Karonga är huvudsakligen platt, men åt sydväst är den kuperad. Omgivningarna runt Karonga är en mosaik av jordbruksmark och naturlig växtlighet.